# Zorion dugdalei
Zorion dugdalei là một loài bọ cánh cứng trong họ Cerambycidae.